# تیپ فرانسوی-آلمانی
تیپ فرانسوی-آلمانی (انگلیسی: Franco-German Brigade) یک تیپ نظامی ویژه از یوروکورپس است که در سال ۱۹۸۹ تأسیس شد و به طور مشترک از واحدهایی از نیروی زمینی فرانسه و نیروی زمینی آلمان تشکیل شده است.
این تیپ در سال ۱۹۸۷ پس از اجلاس بین رئیس‌جمهور فرانسه؛ فرانسوا میتران و صدراعظم آلمان؛ هلموت کوهل تشکیل شد. این تیپ در ۲ اکتبر ۱۹۸۹ تحت فرماندهی ژنرال ژان پیر سنگایزن عملیاتی شد. در حال حاضر، تیپ فرانسوی-آلمانی به عنوان بخشی از یوروکورپس در مولهایم، متس، دوناشینگن، ایلکیرش-گرافن‌شتادن، ساربورگ و استتن آم کالتن مارکت مستقر است.
در فوریه ۲۰۰۹ اعلام شد که یک گردان آلمانی از این نیرو قرار است به ایلکیرش در نزدیکی استراسبورگ منتقل شود، این نخستین باری بود که یک یگان آلمانی از زمان اشغال آلمان در جنگ جهانی دوم در فرانسه مستقر می‌شد.
در ۳۱ اکتبر ۲۰۱۳ فرانسه اعلام کرد که در سال ۲۰۱۴، هنگ ۱۱۰ پیاده مستقر در دوناشینگن را غیرفعال خواهد کرد و بنابراین حدود ۱۰۰۰ نفر را از آلمان خارج خواهد کرد. این امر باعث می‌شود این تیپ با ۴۰۰۰ نفر باقی بماند، اما به حضور عمده هر کشور در کشور دیگر پایان می‌دهد، فرانسه حدود ۵۰۰ سرباز در آلمان و برعکس خواهد داشت.
از سال ۲۰۱۶ واحدهای فرانسوی بخشی از لشکر ۱ زرهی فرانسه و واحدهای آلمانی بخشی از لشکر ۱۰ پانزر هستند.